# Torchio
Les torchio sont des pâtes originaires du nord et du centre de l'Italie, notamment en Émilie-Romagne. Elles sont similaires aux campanelle mais avec un bord lisse. Leur nom rappelle un pressoir à olives ou à vin. 